# Boni Records
Boni Records BV was een Nederlands platenlabel dat bestond gedurende de jaren 1982 tot en met 1986. Het label is genoemd naar Gert van den Bosch en Jan van Nieuwkoop. Die eerste had destijds ook een compact discwinkel. Het label bracht alleen werk van Nederlandse artiesten uit. De bekendsten daaronder waren Vader Abraham en Rubberen Robbie; The Cats lieten hun drie elpees sinds hun tweede comeback in 1983 door Boni distribueren, waarbij ze de muziekproductie in eigen hand hielden onder de naam Stac (anagram van Cats), mede dankzij de inbreng van Arnold Mühren van The Cats die sinds 1974 zijn eigen muziekstudio heeft. 
Het label had in Break Records een sublabel. Daarop verscheen Video Kids' album On satellite, dat zelfs een vermelding haalde in Billboard. Eerder verscheen van hun het album The invasion of the Spacepeckers. Zij hadden ook een internationaal hitje met Woodpeckers from space, dat de eerste plaats in Noorwegen haalde. Ook de Amerikaanse travestiet Divine had succes op Break Records. Zijn single Shoot your shot was begin 1983 de eerste uitgave van Break waarvoor een gouden plaat werd uitgereikt.